# Кралско градинарско дружество
Кралското градинарско дружество или Кралското растениевъдско общество (на английски: Royal Horticultural Society, RHS) е британска научна и благотворителна организация създадена през 1804 година. Смятана за водеща в областта на градинарство в световен мащаб. Организаторка на изложението за цветя в Челси. Притежава четири градини в Уисли (Съри), Роузмур (Девън), Хайд Хол (Есекс) и Харлоу Kар (Северен Йоркшър).
Издава списанията „The Garden“, „The Plant Review“ и „The Orchid Review“. Присъжда наградата за растения „Award of Garden Merit (AGM)“.